# Tanzania na letnich igrzyskach olimpijskich
Reprezentanci Tanzanii po raz pierwszy pojawili się na letnich igrzyskach olimpijskich w 1964 roku (wtedy jeszcze jako Tanganika). Zawodnicy z Tanzanii nie wystąpili na igrzyskach w Montrealu w 1976 roku. 
Do tej pory zdobyli dwa srebrne medale, oba w lekkoatletyce.

## Medaliści letnich igrzysk olimpijskich z Tanzanii

### Złote medale
Brak

### Srebrne medale
- Filbert Bayi - lekkoatletyka, bieg na 3000m z przeszkodami - Moskwa 1980
- Suleiman Nyambui - lekkoatletyka, bieg na 5000m - Moskwa 1980

### Brązowe medale
Brak